# Wiener Frauen-Erwerb-Verein

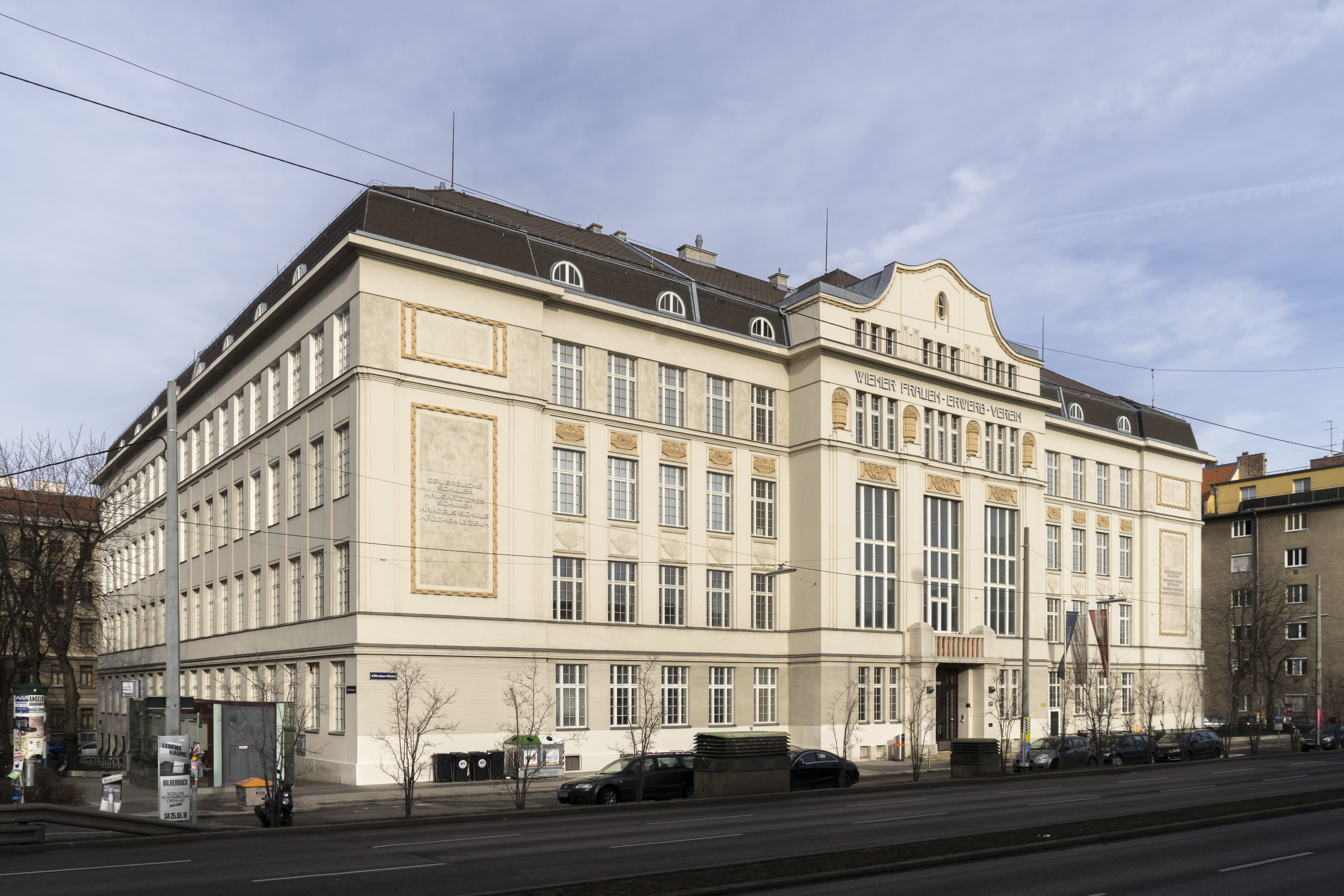
Das 1910 erbaute Schulgebäude

Der Wiener Frauen-Erwerb-Verein wurde 1866 in Wien gegründet, um die Bildungs- und Erwerbsmöglichkeiten von Frauen zu verbessern. Er war der erste Frauenverein mit wirtschaftlichen Zielsetzungen im Kaisertum Österreich.

## Geschichte
Am 2. Juni 1866 gründeten Helene von Hornbostel, Iduna Laube, Auguste von Littrow, Marie Kompert, Anna von Lucam, Marianne Hainisch und andere frauenpolitisch interessierte Frauen der Wiener Gesellschaft den Wiener Frauenerwerbsverein. Ort war der Salon Laubes im Stoß-im-Himmel-Haus (Stoß im Himmel 3). Die Statuten wurden im Juli 1866 niedergeschrieben und am 22. Mai 1867 durch die Niederösterreichische Statthalterei genehmigt. Helene von Hornbostel führte den Verein als erste Präsidentin und gab das Amt zum Jahresbeginn 1868 an Gabriele von Neuwall ab. Von Hornbostel wurde zum Ehrenmitglied ernannt.
Der spätere Wiener Frauen-Erwerbs-Verein war der erste Frauenverein mit wirtschaftlichen Zielsetzungen in Österreich. Ziel des Verein war es, die Bildungs- und Erwerbsmöglichkeiten von Frauen zu verbessern. Er gab auch Soforthilfen bei Notsituationen. Bald nach der Gründung wurde eine Nähstube geschaffen und 1868 eröffnete der Verein die „Handelsschule 1“ in der Walfischgasse 4. Bis 1872 folgten zehn weitere Schulen mit mehreren Tausend Schülerinnen und bis 1880 hatte der Verein 22 Schulen und Kurse eingerichtet.

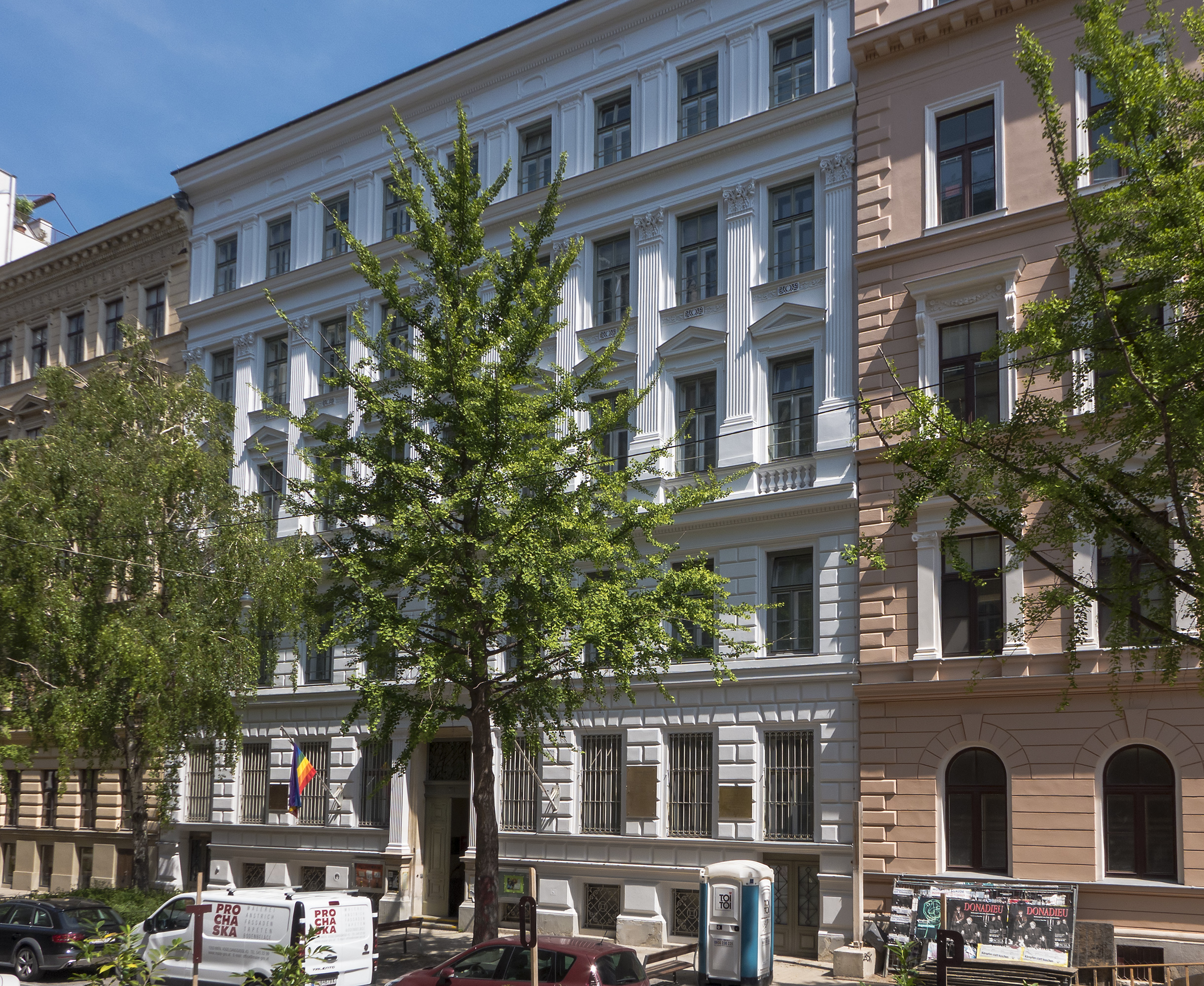
Haus Rahlgasse 4

Ein eigenes Haus erwarb der Verein 1873 in der Rahlgasse 4. Als das Gebäude für die Vereinszwecke nicht mehr ausreichte, ließ der Verein 1909 von Paul Hoppe ein neues Schulgebäude entwerfen. Am Wiedner Gürtel wurde bis 1910 das große Gebäude errichtet, in dem das Mädchenlyzeum und eine Handels-, Frauengewerbe- und Hauswirtschaftliche Fortbildungsschule ihren Standort hatten. Nach der Eröffnung am 1. Oktober 1910 wurden dort 1200 Schülerinnen unterrichtet. Später war dort die Bundeslehranstalt für wirtschaftliche Frauenberufe (umgangssprachlich „Knödelakademie“ genannt) untergebracht und aktuell befindet sich dort das Wiedner Gymnasium mit der Sir Karl Popper Schule. In die Rahlgasse 4 zog im August 1910 die 1892 gegründete erste gymnasiale Mädchenschule in Wien (heute GRG 6 Rahlgasse).
Der Verein in Wien wurde Vorbild für weitere Gründungen von Frauenerwerbsvereinen in Brünn, Prag, Salzburg, Klagenfurt und anderen Orten.
Die Nationalsozialisten lösten am 17. Mai 1938 den Wiener Frauen-Erwerb-Verein auf.

## Präsidentinnen
- 1866–1867 Helene von Hornbostel
- 1868–1873 Gabriele von Neuwall
- 1873–1897 Jeanette Eitelberger Edle von Edelberg
- 1897–1897 Anna von Lucam
- 1897–1901 Priska Baronin Hohenbruck (Tochter Helene von Hornbostels)
- 1901–1906 Emilie Exner
- 1906–1909 Prisca Baronin Hohenbruck (zweite Amtszeit)
- 1909–1922 Barbara Pacher von Theinburg
- 1922–1938 Leopoldine Winter